# Bussière-Badil
Bussière-Badil là một xã của Pháp, nằm ở tỉnh Dordogne trong vùng Aquitaine của Pháp. Xã này có diện tích 19,86 km2, dân số năm 2004 là 517 người. Xã nằm ở khu vực có độ cao trung bình 190 m trên mực nước biển.

## Thông tin nhân khẩu
Năm 1864: 1293
| Năm    | 1962 | 1968 | 1975 | 1982 | 1990 | 1999 | 2004 |
| ------ | ---- | ---- | ---- | ---- | ---- | ---- | ---- |
| Dân số | 645  | 584  | 595  | 540  | 530  | 523  | 517  |